# Krzysztof Szatrawski
Krzysztof Dariusz Szatrawski (ur. 1 września 1961 w Kętrzynie) – polski kulturoznawca, poeta, prozaik, krytyk muzyczny i literacki.

## Życiorys
Profesor Uniwersytetu Warmińsko-Mazurskiego w Olsztynie, jest członkiem Stowarzyszenia Pisarzy Polskich (od stycznia 2014 prezes Oddziału w Olsztynie), Wspólnoty Kulturowej Borussia, Stowarzyszenia Scena Babel, Stowarzyszenia na Rzecz Kultury Żydowskiej „B`Jachad” oraz Komisji Badań nad Kulturą Warmii i Mazur Towarzystwa Naukowego im. Wojciecha Kętrzyńskiego. Prowadzi interdyscyplinarne badania kulturoznawcze, literaturoznawcze i muzykologiczne, w perspektywie teoretycznej i historycznej. Redaguje Forum Artystyczne. Interdyscyplinarny Rocznik Naukowy. Jest również aktywnym edukatorem i animatorem kultury. Od roku 2010 prowadzi w Wojewódzkiej Bliblitece Publicznej cykl wykładów otwartych "Muzyczne (ko)repetycje". W radio UWM FM prowadzi cykliczne audycje - od marca 2022 cykl "Muzyka - Poważna Sprawa" i od marca 2023 "Stany nieokreślone". Za osiągnięcia w dziedzinie promocji kultury muzycznej otrzymał w 1997 odznakę Zasłużony Działacz Kultury, w 2016 został wyróżniony Odznaką honorową „Zasłużony dla Kultury Polskiej”, w 2018 Odznaką Honorową za Zasługi dla Województwa Warmińsko-Mazurskiego, w 2021 Medalem Złotym za Długoletnią Służbę, a w 2022 Medalem Brązowym „Zasłużony Kulturze Gloria Artis”.
Laureat licznych konkursów; duża liczba publikacji rozproszona jest w czasopismach literackich i naukowych oraz antologiach – także w tłumaczeniach na angielski, francuski, niemiecki i rosyjski. Przekłada również poezję – m.in. z j. angielskiego poezję Walta Whitmana, Thomasa Stearnsa Eliota, Allena Ginsberga, W. H. Audena, Charlesa Bukowskiego i Piotra Gwiazdy, z j. niemieckiego wiersze Arno Holza i Johannesa Bobrowskiego, z j. hebrajskiego wiersze Jehudy Amichaja oraz z j. rosyjskiego wiersze Maksymiliana Wołoszyna, Borysa Bartfelda, Josifa Brodskiego Andreja Korowina, Dmitrija Grigoriewa, Antona Nesterowa i prozę Olega Głuszkina, z jęz. rumuńskiego wiersze Leo Butnaru i z jęz. ukraińskiego wiersze Natalii Belczenko. Przekładał także piosenki Toma Waitsa. Do wierszy Szatrawskiego muzykę pisali Katarzyna Brochocka, Bernard Chmielarz, Benedykt Konowalski oraz Marcin Wawruk, z którym również współtworzy duet autorski piszący piosenki m.in. dla Norbiego i Krzysztofa Krawczyka. Za płytę Krzysztofa Krawczyka Warto żyć we wrześniu 2011 otrzymał złotą płytę. Jest laureatem Dorocznej Nagrody Marszałka Województwa Warmińsko-Mazurskiego w Dziedzinie Kultury w 2012 i Nagrody Prezydenta Olsztyna w 2013. Również w 2013 w Kętrzynie została mu nadana godność honorowego członka Stowarzyszenia im. Arno Holza dla Porozumienia Polsko-Niemieckiego. W 2016 otrzymał Nagrodę im. Maksymiliana Wołoszyna „za wkład w kulturę”. 28 marca 2018 Rada Miejska Kętrzyna nadała mu tytuł honorowego obywatela miasta. 10 listopada 2018 r. otrzymał nagrodę poetycką Festiwalu Literackiego Bałtijskij Gamayun w Wilnie. 
W 2009 wiersze z tomu Wiersze graficzne (1990) zostały wykorzystane w filmie Mniejsze zło w reżyserii Janusza Morgensterna.

## Opublikowane książki

### Wiersze
- Posłanie ostatniego z epigonów (Olsztyn 1981)
- 24 godziny śmierci (arkusz poetycki Okolice – Warszawa 1988)
- Poniżej snu (Olsztyn 1989)
- Wiersze graficzne (Olsztyn 1990)
- Tak cicho śpiewa północ (Olsztyn 1997)
- Pieśni miłości i rozstania (Olsztyn 1999)
- Wiek nowy (Olsztyn 2014)
- Czas płonących ogrodów (Olsztyn 2017)
- Kiedy czas się kończy (Olsztyn 2018)
- Wszędzie (Warszawa 2021)
- Suita w garniturze (Poznań 2024)

### Proza
- Requiem dla Bohatera (powieść – Warszawa 1989)
- Odjazd (opowiadania – Olsztyn 2006)

### Przekłady poezji
- Arno Holz: Phantasus / Fantazus (Kętrzyn 2013)
- Maksymilian Wołoszyn: Wiatr północno-wschodni (Olsztyn 2016)
- Arno Holz: Neun Liebesgedichte / Dziewięć wierszy miłosnych (Kętrzyn 2017)
- Andriej Korowin: Życie z rozszerzeniem RU (Olsztyn 2018)
- Piotr Gwiazda: Wiersze (wspólnie z Kazimierzem Brakonieckim, Jackiem Gutorowem, Piotrem Siweckim i Adamem Zdrodowskim) (Olsztyn 2020)
- Leo Butnaru: Niezbędny dystans (Olsztyn 2020)
- Natalia Belczenko: Naddnieprze (wspólnie z Pauliną Ziembą) (Kraków 2023)

### Monografie naukowe
- Jan Lubomirski (Olsztyn 1991)
- Przestrzeń sakralna w kancjonale mazurskim (Olsztyn 1996)
- Z miłości do muzyki. 60 lat Warmińsko-Mazurskiej Filharmonii im. Feliksa Nowowiejskiego (Olsztyn 2006)
- Odkrywałem ślad po śladzie utracony... Ideowe uwarunkowania twórczości Juliana Stryjkowskiego (Olsztyn 2011)

### Monografie wieloautorskie i antologie
- 50 lat Filharmonii Olsztyńskiej im.Feliksa Nowowiejskiego (Olsztyn 1996)
- Biografia i historia. Studia i szkice o związkach literatury z przeszłością (red. A. Staniszewski i K.D. Szatrawski – Olsztyn 1997)
- Poematy symfoniczne Feliksa Nowowiejskiego. Rekonstrukcja i reinterpretacja spuścizny rękopiśmiennej kompozytora (Barczewo 2007)
- Spacerem po Kętrzynie (Kętrzyn 2007)
- Patriotyczne i religijne źródła twórczości Feliksa Nowowiejskiego (Barczewo 2008)
- Kompozytorzy w kulturze XX-wiecznej Warmii (Barczewo 2009)
- W kręgu kultury romantycznej. W 200-lecie urodzin Fryderyka Chopina i w 100-lecie powstania „Roty” Feliksa Nowowiejskiego (Barczewo 2010)
- Edukacja i uczestnictwo w kulturze muzycznej (Barczewo 2011)
- Dźwięk – forma – znaczenie. Z zagadnień semantyki i retoryki muzycznej (Barczewo 2012)
- Arno Holz i jego dzieło. Arno Holz und sein Werk (Kętrzyn 2013)
- Od pieśni do symfonii. Artystyczne i społeczne konteksty twórczości Feliksa Nowowiejskiego (Barczewo 2013)
- Kultura muzyczna w perspektywie regionalnej i artystycznej (Barczewo 2014)
- Kultura – edukacja – twórczość. Prace ofiarowane na 70-lecie Państwowej Szkoły Muzycznej im. Fryderyka Chopina w Olsztynie (Barczewo 2015)
- Almanach SPP Olsztyn 2015 (Olsztyn 2015)
- Interpretacja i recepcja: Nowe prace badawcze poświęcone muzyce Feliksa Nowowiejskiego (Barczewo 2016)
- Almanach SPP Olsztyn 2016 (Olsztyn 2016)
- Kompozytor – Dzieło – Tradycja: Prace badawcze poświęcone Feliksowi Nowowiejskiemu (Barczewo 2017)
- Almanach SPP Olsztyn 2017 (Olsztyn 2017)
- Kreatywność i tradycja we współczesnej chóralistyce (Olsztyn 2018)
- Almanach SPP Olsztyn 2018 (Olsztyn 2018)
- Drogi do wolności. Kultura muzyczna w czasach przełomu (Olsztyn 2019)
- Almanach SPP Olsztyn 2019 (Olsztyn 2019)
- W kręgu pieśni romantycznej: W 200. rocznicę urodzin Stanisława Moniuszki (Barczewo 2019)
- Almanach SPP Olsztyn 2020 (Olsztyn 2020)
- Muzyka - Wolność - Niepodległość (Barczewo 2021)
- Almanach SPP Olsztyn 2021/22 (Olsztyn 2022)
- Przestrzenie twórczej wolności: Kultura muzyczna i przełamywanie granic (Barczewo 2022)
- Muzyczne i taneczne źródła kultury (Barczewo-Olsztyn 2023)[10]
- Almanach SPP Olsztyn 2023/24 (Olsztyn 2024)[11]
- Intelektualne i społeczne wektory kultury muzycznej (Barczewo-Olsztyn 2024)[12]